# Palaehoplophorus
Palaehoplophorus és un gènere extint de mamífers cingulats de la família dels clamifòrids que visqueren a Sud-amèrica durant el Miocè, fa entre 7,2 i 16,3 milions d'anys. Se n'han trobat restes fòssils a l'Argentina (Chubut, Entre Ríos i Santa Cruz) i Xile (formació de Río Frías). El sinònim Palaeohoplophorus, amb una o abans de la primera hac, és més correcte des del punt de vista lingüístic, però les regles nomenclaturals donen prioritat a la forma encunyada originalment per Florentino Ameghino, l'autor del tàxon. Les espècies d'aquest grup eren parents propers de Plohophorus i Hoplophorus.